# Die natürliche Ordnung der Dinge
Die natürliche Ordnung der Dinge ist ein Roman von António Lobo Antunes. Die portugiesische Ausgabe erschien im Jahr 1992 unter dem Titel A Ordem Natural das Coisas im Verlag Publicações Don Quixote, Lissabon. In der deutschen Übersetzung von Maralde Meyer-Minneman ist der Roman im Jahr 1996 im Hanser Verlag in München erschienen. 

## Einordnung in das Œuvre
Der zehnte Roman des Portugiesen ist, wie einige vorangehende, ein dekonstruktiver Familienroman, der sich wie Reigen der Verdammten im Milieu kurioser Figuren und Beziehungsgeflechte bewegt. Wie auch in Anweisungen an die Krokodile endet der Roman mit dem Tod der Mehrzahl der Protagonisten. Zu Wort kommen zehn Erzähler in fünf Büchern, jeweils in Kapitel umfassenden Monologen. Pro Buch wechseln zwei Erzähler, die einzelnen Mitglieder der Familie Oliveira und solche, die dazugehören wollen, wie der ehemalige Staatsdiener, der in die jüngste Tochter verliebt ist und Jagd auf Kommunisten, Russen und Stalin macht, und Portas, ein ehemaliger Geheimdienstagent.
Diese streng einem Erzähler folgenden Kapitel finden sich ebenfalls in Reigen der Verdammten. Erst in seinen späteren Romanen beginnt Antunes diese Romangebäude zu verlassen und Monologe mit noch mehr Stimmen ohne Kapitelunterbrechungen aneinander zu reihen, wie zum Beispiel in Das Handbuch der Inquisitoren. Im Roman Die Vögel kommen zurück von 1982 kommen als zentrale Flug- und Fluchtmotive Vögel vor, wie auch in Die natürliche Ordnung der Dinge, wo Albatrosse, Tauben, Schwalben, Eulen und ein Rabe in die Handlung hineinfliegen. Allen Romanen gleich ist die Monologstruktur, wobei es jedoch in den ersten Büchern nur einen Erzähler gibt, wie der Arzt aus Angola in Der Judaskuss.

## Aufbau
Der Roman besteht aus fünf Büchern, die jeweils zwei sich abwechselnde Erzähler haben. Drei Bücher spielen in der Zeit nach 1975 und zwei Bücher um 1950:
- Erstes Buch: Süße Düfte, süße Tote – Valadas / Portas (nach 1975, sieben Kapitel)
- Zweites Buch: Die Argonauten – Vater Iolandas / Dona Orquídeas (nach 1975, vier Kapitel)
- Drittes Buch: Die Reise nach China – Jorges / Fernando (um 1950, sieben Kapitel)
- Viertes Buch: Das Leben mit Dir – Iolanda / Alfredo (nach 1975, vier Kapitel)
- Fünftes Buch: Die halluzinatorische Darstellung des Wunsches – Maria Antonia / Julietta (um 1950, sieben Kapitel)

## Inhalt
Im ersten Buch monologisiert ein nicht näher genannter Mann von 49 Jahren über seine Liebe zu einer Gymnasiastin namens Iolanda Oliveira, mit der er ein Zimmer teilt, die er nicht berühren darf, und die er die Nacht über im Schlaf beobachtet. Für diesen Luxus zahlt er den Fleischer, die Stromrechnung und die Miete der Familie Oliveira. Erst im dritten Buch stellt sich heraus: Der Mann ist ein Spross der Valadas, einer großbürgerlichen Familie eines Lissaboner Vororts. Er ist das uneheliche Kind eines Fremden und der geistesgestörten Julietta, die auf dem Dachboden der Villa hausen muss und der Schandfleck der Valadas ist, weil sie durch das Fremdgehen der Mutter mit einem Rothaarigen gezeugt wurde.
Im regelmäßigen Kapitelwechsel kommt Ernesto da Conceiçâo Portas als zweiter Erzähler zu Wort. Er war ein Mitarbeiter der PIDE, der Geheimpolizei unter der Salazar-Diktatur. Nun lebt er in einer heruntergekommenen Absteige zur Untermiete und verzehrt sich als Verlierer der Nelkenrevolution vor Selbstmitleid. Um seinen Unterhalt zu sichern, bietet er Hypnose-Fernkurse für das Selbststudium an, er schickt die Mulattin Lucília auf den Strich und nimmt einen sonst nicht weiter in Erscheinung tretenden Schriftsteller aus, der wissen will, wer mit Iolanda Oliveira schläft. Er trifft sich mit dem Schriftsteller in Bars und Kneipen zum Essen und soll den ersten Erzähler des Buches bespitzeln. Er hat aber Kapitel um Kapitel neue wahnwitzige Ausreden, weswegen er noch keine substantiellen Auskünfte abgeben kann. Einmal muss er aus dem Zimmer fliehen, weil die Tauben in sein Zimmer eindringen.
Im zweiten Buch Die Argonauten kommt Iolandas Vater zu Wort, der unter Tage geflogen ist. Er hatte vor seiner Rückkehr nach Portugal in Johannesburg Kohle und Gold abgebaut und schwarze Arbeiter befehligt. Anstatt diesem Knochenjob keine Träne nachzuweinen, hat er nichts anderes im Kopf, als wieder abzutauchen und mit der Spitzhacke an die Arbeit zu fliegen. Dabei trifft er in der Lissaboner Kanalisation ein Abwasserrohr, wonach ein ganzes Viertel in der Jauche versinkt. Dona Orquídeas ist seine Schwester, die unter Nierensteinen leidet. Ihr Arzt ist so fasziniert davon, dass er sie als Marmorfrau auf dem Jahrmarkt ausstellen will. Sie bittet den Arzt um Hilfe, den Bruder von seinen Macken zu heilen, und berichtet auch, dass die Frau ihres Bruders an Diabetes gestorben ist, was er nicht wahrhaben will – er ist der irrigen Meinung, sie zähle in einem Irrenhaus Fregatten.
Im dritten Buch gibt es einen Zeitensprung, und die Rahmenhandlung findet während der Salazar-Diktatur um 1950 statt und erzählt die Geschichte der Familie der Valadas. Die Reise nach China ist eine portugiesische Wendung für einen Selbstmord durch Ertrinken im Meer, dies ist die Überschrift des dritten Buchs. Nun sind es die monologisierten Sichten von Fernando und dessen Bruder Jorges, einem hochrangigen Militär. Er wird unter der Salazar-Diktatur verhaftet und gefoltert. Während der Folter hat er wahnhafte Eingebungen und er fühlt sich, als er in die Freiheit entlassen wird, von Schaufensterpuppen verfolgt und begeht dann Selbstmord.
Es folgt wieder ein Zeitensprung und die Sicht der Schülerin Iolanda, einer Halbwaisen, wechselt mit der ihres Schulfreundes Alfredo. Sie blicken voller Argwohn auf den „Blödmann, der Miete bezahlt“. Das letzte Buch Die halluzinatorischen Darstellungen des Wunsches ist die Sicht Maria Antonias, einer Nachbarin der Valadas, die einen Gehirntumor hat und eine Frau des Schweigens ist („Ich rede wenig, weil mir die meisten Worte eitel vorkommen“). In ihren Ausführungen wird auch das Rätsel über den Titel des Romans aufgelöst („und mit mir werden die Personen dieses Buches sterben, das man einen Roman nennen wird... den, der natürlichen Ordnung der Dinge entsprechend, jemand in irgendeinem Jahr für mich noch einmal schreiben wird...“).
Den Schlussmonolog gibt dann Julietta, die von ihrem Versteck auf dem Dachboden aus mitbekommt, wie das Haus Raum für Raum von einem Vetter vorgestellt wird, um es einer neuen Familie zu verkaufen, worauf sie selbst in absoluter Dunkelheit den Tod im Meer sucht.

## Stilmittel
Allem voran genannt werden müssen die Bewusstseinsströme der Monologe, die geflochten sind aus subjektiven Wahrnehmungen, Träumen und Erinnerungen. Zum Satzbau ist zu erwähnen, dass Antunes mit dem Stilmittel der Wiederholung arbeitet. Zum einen variiert die Satzsyntax, indem Sätze gleich anfangen, aber dann anders weitergehen. Zum anderen sind es einfache ganze wiederholte Hauptsätze, die neue Absätze einleiten. Die Werbebotschaft „Jeder fliegt wie er kann“ klammert als mehrmals auftauchende Phrase mehrere Abschnitte zusammen.
Auch die Wendung: „Und der Polizist...“ ist ein Satzanfang, der über ein ganzes Kapitel Struktur in die ausufernden Sprachbilder, bestehend aus Denkschleifen, Erinnerungen, Erklärungen oder Beobachtungen, bringt. António Lobo Antunes löst mit den Monologen das ein, was Arno Schmidt als „konforme Abbildung von Gehirnvorgängen durch besondere Anordnung von Prosaelementen“ nannte.

## Interpretation
Diese natürliche Ordnung der Dinge ist alles andere als das, was landläufig für geordnet gehalten wird. Es sind aneinandergereihte Grotesken, in denen gewöhnliche Beziehungen und Umstände konterkariert und auf den Kopf gestellt werden. Die finanzielle Abhängigkeit einer Familie ausnutzend, wohnt ein fast Fünfzigjähriger mit einem Schulmädchen auf einem Zimmer und kann sich seinen Altmännerphantasien hingeben. Ein Schriftsteller, für gewöhnlich selbst Opfer geheimpolizeilicher Überwachung und den Repressalien von PIDE, Stasi oder CIA ausgesetzt, beauftragt hier bei regelmäßigen konspirativen Treffen einen ehemaligen Offizier der Geheimpolizei, diverse Auskünfte einzuholen. Dieser Geheimdienstler ist jedoch alles andere als militant und verschwiegen, sondern geschwätzig, spleenig und voller fixer Ideen, bietet Fernkurse in Hypnose an und will seine Schüler fliegen lassen.
Anstatt froh zu sein, der Arbeit unter Tage in Südafrika entkommen zu sein, hat Iolandas Vater im zweiten Buch nur seine Spitzhacke im Visier und will damit wieder unter Tage fliegen. Diese armen Kreaturen gehören in ein Kuriositätenkabinett, das auf einem Schaustellermarkt vorgeführt werden könnte, ohne dass Antunes sie jedoch verraten würde. Alle verfügen in ihren Monologen über den reichen Antunes'schen Wortschatz, leben im Gestrüpp ihrer Erinnerungen und ziehen Bilanz – wie die Tante Iolandas Dona Orquídeas, die, wie ihr Arzt vorschlägt, als Marmorfrau ausgestellt werden soll, weil sie langsam durch ihre Nierensteine erstarrt. Sie lebt mit dem Trauma ihrer Entjungferung in einem Sommerkino, lässt aber gleichzeitig zu, dass ihre Nichte mit einem viel älteren Mann das Zimmer teilt.
In der Familie der Valadas ereignen sich ebenfalls Dinge gegen die natürliche Ordnung. Jorge wird nicht, wie zu vermuten ist, durch die Folter und die Schergen des Regimes in den Selbstmord getrieben, sondern aus Angst vor Schaufensterpuppen.
Das zentrale Vogelmotiv taucht als Rabe im ersten Kapitel des ersten Buches auf und setzt sich in den Tauben im zweiten Kapitel fort, als Friedensboten und Symbol für die Kommunisten, die den alten Geheimdienstler aus dem Zimmer treiben. Es folgen auch mehrere Störche, Seeschwalben und Eulen.
Das zweite Leitmotiv ist der Fuchs, den die Valadas in einem Käfig halten und der dort auch am Ende verhungert. Beides sind Allegorien auf die Freiheit und die Gefangenschaft und das pervertierte Dasein – in den Worten Julietta Valadas: „eines absurden Daseins, das so schreiend absurd war wie das meine“.
Das dritte ist das Flugmotiv: Sowohl der Vater Iolandas ist ein Flieger, der in den Stollen der Erinnerung unter Tage fliegt, als auch Portas, der mittels Hypnose Flugstunden anbietet.

## Figuren
- Iolanda: 18-jährige Schülerin mit starkem Diabetes
- Alfredo: Schulfreund Iolandas
- Jorge: Halbbruder von Julietta, wird als Major in den Selbstmord getrieben
- Anita: Schwester Jorges
- Schriftsteller
- Portas: der Spion
- Teresina: Schwester Jorges
- Julietta: Mutter des ersten Ich-Erzählers im ersten Buch
- Valadas: unehelicher Sohn Juliettas, mit platonischer Liebe zu einer Gymnasiastin namens Iolanda
- Dona Orquídeas: Mutter von Iolanda, lebt mit dem Trauma ihrer Entjungferung
- Alvaro Valadas: ein hoher Offizier und Oberhaupt der Familie der Valadas
- Fernando: Bruder von Jorge, verstößt gegen den Kodex, weil er ein Dienstmädchen heiratet
- Maria Antonia: Nachbarin der Valadas-Familie